# Autoridade da Concorrência
Predefinição:Info/Entidade reguladora
A Autoridade da Concorrência (AdC) é o órgão público responsável pela promoção e defesa da concorrência em Portugal.

## Caracterização
A AdC é uma pessoa coletiva de direito público, com a natureza de entidade administrativa independente. A AdC é dotada de autonomia administrativa e financeira, de autonomia de gestão, de independência orgânica, funcional e técnica, e de património próprio. 
A AdC é independente no exercício das suas funções e não se encontra sujeita a superintendência ou tutela governamental, não podendo o Governo, nem o sector privado, dirigir recomendações ou emitir diretivas ao conselho de administração sobre a sua atividade, nem sobre as prioridades a adotar na prossecução da sua missão.
Carecem de aprovação pelos membros do Governo responsáveis pelas áreas das finanças e da economia, o orçamento, o plano plurianual e o relatório de atividades e contas, incluindo o balanço.

## Missão
A Autoridade da Concorrência, criada pelo DL 10-2003 de 18 de janeiro de 2003, tem por missão assegurar a aplicação das regras de concorrência em Portugal, no respeito pelo princípio da economia de mercado e de livre concorrência, tendo em vista o funcionamento eficiente dos mercados, a repartição eficaz dos recursos, e os interesses dos consumidores.
Esta missão é traduzida anualmente - nas Prioridades da Política de Concorrência, um documento, da responsabilidade do presidente da AdC. 

## Prioridades
São as seguintes as prioridades de atuação para 2022:
- Continuar a defender a economia portuguesa de práticas anticoncorrenciais, mantendo o foco na deteção, investigação e sanção daquelas que, nas circunstâncias atuais, tenham um impacto mais substancial nas famílias e empresas;
- Considerando o alargamento expressivo da atividade económica em ambiente digital, investigar indícios de abuso, nomeadamente de exclusão, e colusão, nesse meio, através da atuação da digital task force da AdC;
- Considerando as atuais tensões nas cadeias de aprovisionamento globais, contribuir para a sua fluidez através do combate a comportamentos anticoncorrenciais que sejam disruptores das mesmas;
- Contribuir para uma recuperação económica estruturalmente benéfica para os consumidores e empresas, reforçando a importância da inclusão da dimensão da concorrência nos atuais esforços dos decisores públicos;
- Contribuir para a promoção de um mercado laboral que ofereça mais oportunidades aos trabalhadores e preserve os incentivos à inovação;
- Continuar a comunicar os benefícios da concorrência junto dos stakeholders, canalizando as ações de sensibilização da AdC para áreas com maior impacto na recuperação económica.

## Defesa da concorrência: um bem público
A defesa da concorrência constitui um bem público que cabe à Autoridade da Concorrência preservar. A política da concorrência deve constituir um instrumento ao serviço do desenvolvimento económico e de promoção do bem-estar geral.
Para além de beneficiar os consumidores, uma concorrência sã beneficia as empresas, ao estabelecer o level playing field, evitando assim que algumas sejas eliminadas por simples práticas predatórias.

## Valores
A fim de assegurar o cumprimento da sua missão, a Autoridade desempenhará as suas funções de forma a: 
1. prosseguir o mais elevado nível de rigor nas áreas económica e jurídica, criando um corpo de técnicos com capacidade própria de formulação de metodologias, investigação e supervisão,
2. garantir princípios éticos, de justiça e de imparcialidade, assegurar a transparência da informação e a execução das suas tarefas, respondendo perante os órgãos de soberania e tendo em vista o desempenho estrito das suas funções perante a sociedade.

## Poderes
A Autoridade possui poderes de regulamentação, de supervisão e sancionatórios, competindo-lhe: 
- Propor leis aos órgãos competentes, e aprovar regulamentos necessários para a defesa da concorrência
- Emitir recomendações e diretrizes genéricas sobre os casos analisados e práticas seguidas
- Decidir sobre as notificações de operações de concentração de empresas, dando a sua não oposição ou rejeição
- Identificar e investigar práticas restritivas da concorrência, segundo as leis nacionais e comunitárias. Da mesma forma, terá de realizar estudos, inquéritos, ou inspeções que ajudem à deteção dessas práticas.
- Instruir e decidir os processos, aplicando sanções ou tomando providências cautelares
- Instruir e decidir procedimentos administrativos sobre a compatibilidade de certas práticas restritivas da concorrência com a legislação em vigor, considerando-as como não atentórias da lei da concorrência

## Funções complementares
Além disso, terá as seguintes funções complementares: 
- Formação da opinião pública: fomentar práticas sãs de concorrência nos agentes económicos
- Cooperação: colaborar com as outras instituições de concorrência, sobretudo as pertencentes à rede europeia, e, em especial, com a Comissão Europeia
- Representação: representar o Estado Português a nível comunitário e internacional em "fora" relativos à concorrência
- Apoio às empresas portuguesas que estão em mercados estrangeiros, de forma a esclarecê-las sobre as regras de concorrência nesses mercados
- Investigação e estudos: promover a investigação científica nestas matérias, contribuir para o aperfeiçoamento da legislação portuguesa e elaborar estudos a pedido do governo

## Áreas de actividade
O objetivo das políticas de concorrência é promover o funcionamento eficiente dos mecanismos de mercado. Assim, o núcleo das actividades da Autoridade deve incidir sobre as seguintes operações:
- Fusões e aquisições que possam constituir um poder de mercado que coarcte a concorrência e prejudique os consumidores,
- Acordos de cartelização do mercado (acordos horizontais),
- Acordos verticais de restrição da concorrência,
- Abusos de posição dominante, e
- Restrições estatais à concorrência, seja por regulamentação, seja por actuação através do sector público empresarial ou de entidades autónomas públicas.

Contudo, existem outras áreas em que distorções de concorrência pode prejudicar seriamente o bem público:
- Concursos públicos,
- Auxílios públicos,
- Regulamentação sectorial.

Estas são as áreas em que a Autoridade, por si ou em conjunto com outras entidades, deverá empreender esforços para que sejam respeitados os princípios da concorrência.

## Presidentes
2023-atual: Nuno Cunha Rodrigues
2016-2023: Margarida Matos Rosa
2013-2016: Anónio Ferreira Gomes
2008-2013: Manuel Sebastião
2003-2008: Abel Mateus